# کتابخانه اعتمادیه
کتابخانه اعتمادیه  در کوی محمدیه، بلوار بهارستان در شهر همدان قرار دارد. این کتابخانه در سال ۱۳۸۲ شمسی با حدود ۱۰۰۰ جلد کتاب بازگشایی شد. این کتابخانه زیر نظر ادارهٔ اوقاف همدان در فضایی کوچک در کنار پارک و درمانگاه بزرگی از موقوفات اعتمادالدوله فعالیت می‌کند. به تعداد حدود ۱۰۵۴ جلد کتاب‌های قدیمی که بیشتر دست‌نوشته و چاپ سنگی هستند، در حال حاضر در مهمانسرای اوقاف نگهداری می‌شوند و تنها محققان و پژوهشگران می‌توانند از آنها استفاده کنند.